# AD São Caetano

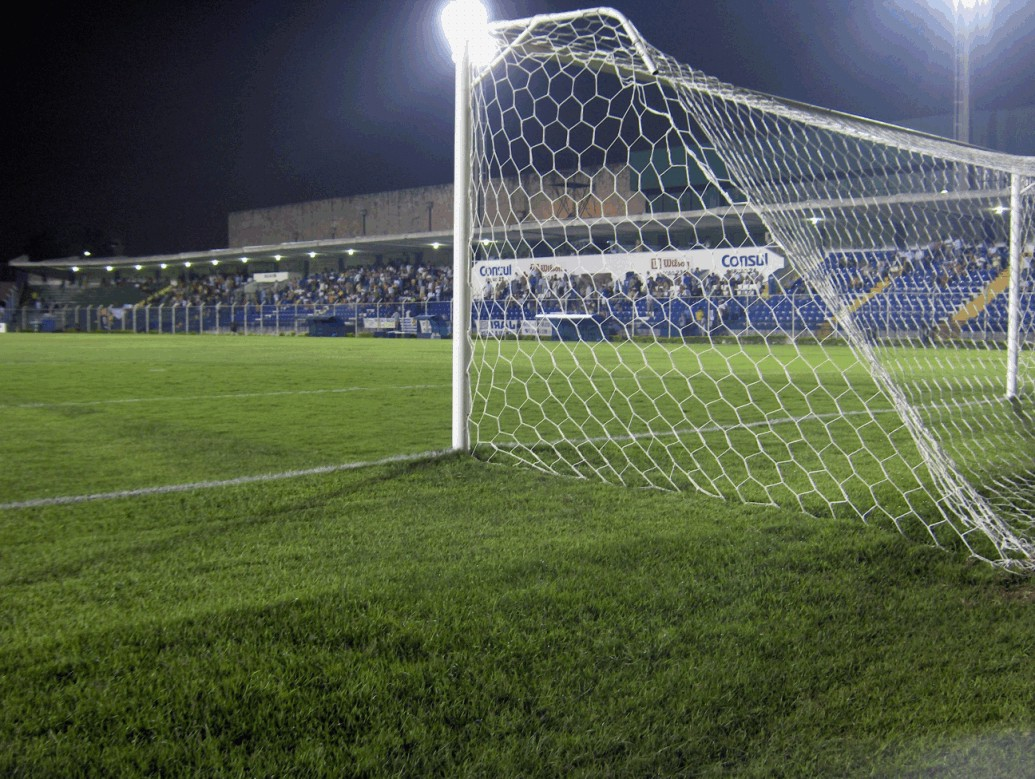
Estádio Anacleto Campanella

Associação Desportiva São Caetano, cunoscut ca São Caetano, este un club de fotbal din São Caetano, São Paulo, Brazilia.

## Palmares

### Internațional
- Copa Libertadores

Finalistă (1): 2002

### Național
- Série A

Locul 2 (2): 2000, 2001
- Série C

Locul 2 (1): 1998
- Campeonato Paulista

Câștigătoare (1): 2004
Locul 2 (1): 2007
- Campeonato Paulista Série A2

Câștigătoare (1): 2000
- Campeonato Paulista Série A3

Câștigătoare (2): 1991, 1998

## Lotul actual
| Nr. |          | Poziție | Jucător                                  |
| --- | -------- | ------- | ---------------------------------------- |
| —   | Brazilia | P       | Júnior Belliato                          |
| —   | Columbia | P       | Álvaro Montero                           |
| —   | Brazilia | P       | Saulo                                    |
| —   | Brazilia | P       | Thiago Passos                            |
| —   | Brazilia | F       | Ângelo (on loan from Santo André)        |
| —   | Brazilia | F       | Artur                                    |
| —   | Brazilia | F       | Bruno Recife                             |
| —   | Brazilia | F       | Eduardo Luiz                             |
| —   | Brazilia | F       | Gabriel                                  |
| —   | Brazilia | F       | Júnior Alves (on loan from São Bernardo) |
| —   | Brazilia | F       | Luiz Eduardo                             |
| —   | Brazilia | F       | Murilo Ceará                             |
| —   | Brazilia | F       | Paulo Fernando                           |
| —   | Brazilia | F       | Sandoval                                 |
| —   | Brazilia | F       | William Mineiro                          |
| —   | Brazilia | M       | Esley                                    |

| Nr. |          | Poziție | Jucător           |
| --- | -------- | ------- | ----------------- |
| —   | Brazilia | M       | Fábio Baiano      |
| —   | Brazilia | M       | Ferreira          |
| —   | Brazilia | M       | Igor              |
| —   | Brazilia | M       | Kléber            |
| —   | Brazilia | M       | Leandro Carvalho  |
| —   | Brazilia | M       | Matheus           |
| —   | Brazilia | M       | Moacir            |
| —   | Brazilia | M       | Neto              |
| —   | Brazilia | M       | Paulinho          |
| —   | Brazilia | M       | Xuxa              |
| —   | Brazilia | A       | Clebinho          |
| —   | Brazilia | A       | Diogo Acosta      |
| —   | Brazilia | A       | Matheus Guerreiro |
| —   | Brazilia | A       | Robson F.         |
| —   | Brazilia | A       | Victor Santiago   |
| —   | Brazilia | A       | Wesley            |

## Foști antrenori
- Márcio Goiano
- Ademir Fonseca
- Toninho Cecílio
- Sérgio Guedes
- Antônio Carlos Zago
- Guilherme Macuglia
- Pintado
- Sérgio Soares
- Vadão
- Giba
- Paulo Comelli
- Dorival Júnior
- Levir Culpi
- Estevam Soares
- Muricy Ramalho
- Jair Picerni
- Márcio Araújo
- Émerson Leão
- Aílton Silva